# Monochamus galloprovincialis galloprovincialis
Monochamus galloprovincialis galloprovincialis é uma subespécie de insetos coleópteros polífagos pertencente à família Cerambycidae.
A autoridade científica da subespécie é Olivier, tendo sido descrita no ano de 1795.
Trata-se de uma subespécie presente no território português.